# Mordellistena nigroapicalis
Mordellistena nigroapicalis es una especie de coleóptero de la familia Mordellidae. Presenta las siguientes subespecies: M. n. nigroapicalis y M. n. piceonotata.

## Distribución geográfica
Habita en Sumatra (Indonesia).